# Đức Trung
Đức Trung có tên đầy đủ là Lê Đức Trung (sinh năm 1939) là nam diễn viên, đạo diễn sân khấu người Việt Nam.

## Tiểu sử
Lê Đức Trung sinh năm 1939 trong gia đình có 10 anh chị em, bố ông là một doanh nhân gốc Hà Nội còn mẹ là người gốc Hà Tây cũ. Trong số các anh em của ông thì có 8 người theo binh nghiệp, một người mất sớm, chỉ mình ông là theo nghệ thuật. Đức Trung từng học tại Trường Trung học phổ thông Chu Văn An, khóa học 1953–1956. Ông kết hôn với nhà lý luận, phê bình sân khấu Hồng Việt, hai người từng là diễn viên của Đoàn Kịch nói Quân đội, họ có 3 người con, trong đó người con trai duy nhất là diễn viên Nghệ sĩ ưu tú Lê Tuấn Anh.
Đức Trung có niềm đam mê bóng đá từ nhỏ, ông từng giữ vai trò thủ môn trong thời gian nhập ngũ, sau này còn là một trong những người đặt nền móng đầu tiên cho Câu lạc bộ bóng đá V-stars của các nghệ sĩ và từng làm Chủ tịch Hội Cổ động viên bóng đá Việt Nam.

## Sự nghiệp
Năm 1960, Đức Trung nhập ngũ, là lính trinh sát pháo binh của Sư đoàn 312 tại quân khu Việt Bắc và có 5 năm hoạt động tại Trường Sơn. Một lần, Đoàn nghệ thuật Tổng cục Chính trị về đơn vị biểu diễn đã khơi dậy đam mê trong ông. Sau khi giải ngũ, ông làm việc tại một công ty điện cơ chờ cơ hội thi tuyển. Năm 1965, Đức Trung tham gia thi và lọt vào tốp 15 người trên tổng số 1.000 người tham gia thi tuyển và trở thành diễn viên của Đoàn nghệ thuật Tổng cục Chính trị (Đoàn Kịch nói Quân đội). Sau 20 năm trong quân ngũ, năm 1979, Đức Trung giải ngũ và được đạo diễn Hà Nhân và nhà biên kịch Phạm Thị Thành mời về công tác tại Nhà hát Tuổi trẻ trong 20 năm tiếp theo. Ông từng giữ chức vụ Trưởng Đoàn Hài kịch, sau đó là Phó Giám đốc Nhà hát trước khi nghỉ hưu.
Khi còn là diễn viên kịch, Đức Trung thường đóng các vai phản diện khi còn ở Đoàn nghệ thuật Tổng cục Chính trị và các vai chính diện khi ở Nhà hát Tuổi trẻ. Với điện ảnh, Đức Trung thường được giao các vai chính diện, lãnh đạo hay người có có học thức, dù ông đã cố thay đổi hình tượng bằng các vai phản diện nhưng không thành công và phải quay lại với các vai diễn hướng thiện hơn. Đức Trung từng 3 lần vào vai Chủ tịch Hồ Chí Minh ở 3 loại hình nghê thuật khác nhau: kịch nói "Lịch sử và nhân chứng", nhạc vũ kịch "Giai điệu tháng 5" và phim truyền hình Bác Hồ sống mãi với vùng than. Từ khi về hưu, ông tham gia hướng dẫn diễn viên của các đoàn nghệ thuật tại Nghệ An và Hà Nội về kinh nghiệm diễn vai Chủ tịch Hồ Chí Minh. Ngoài ra, ông cũng giảng dạy diễn xuất cho nhiều khóa diễn viên tại Hãng phim truyện Việt Nam và Trung ương Đoàn.
Năm 2020, Đức Trung vào vai ông Phan trong bộ phim Hướng dương ngược nắng, được khán giả đón nhận và đặt cho biệt danh "Ông nội quốc dân". Sau bộ phim này, ông cũng không nhận thêm dự án mới nào.
Năm 2024, Đức Trung được Nhà nước Việt Nam phong tặng danh hiệu Nghệ sĩ nhân dân. Trong cùng đợt này, con trai ông, diễn viên Lê Tuấn Anh cũng được phong tặng danh hiệu Nghệ sĩ ưu tú. Họ là cặp cha con duy nhất được phong danh hiệu đợt này.

## Tác phẩm

### Sân khấu (đạo diễn)
- Đứa con tôi
- Tôi đi tìm tôi
- 15 ngày kháng án
- Kẻ sát nhân

### Sân khấu (diễn viên)
- Đôi mắt (tác giả: Vũ Dũng Minh)
- Bến bờ xa lắc (tác giả: Lê Thu Hạnh)
- Lời thề thứ 9 (tác giả: Lưu Quang Vũ)
- Lời nói dối cuối cùng (tác giả: Lưu Quang Vũ)
- Sống mãi tuổi 17 (tác giả: Lưu Quang Vũ)
- Giai điệu tháng 5 - vai Hồ Chí Minh
- Lịch sử và nhân chứng - vai Hồ Chí Minh
- Con hươu xanh
- Othello
- Hoàng tử học nghề
- Hòn đá cháy
- Mùa hạ cuối cùng
- Điều thiêng liêng nhất vai Gruya
- Trưởng giả học làm sang

### Truyền hình
| Năm  | Tựa đề                                  | Vai diễn            | Đạo diễn                          | Số tập               | Chú thích |
| ---- | --------------------------------------- | ------------------- | --------------------------------- | -------------------- | --------- |
| 1995 | 12A và 4H                               | Ông Trung           | Bùi Thạc Chuyên, Trần Quốc Trọng  | Ngắn tập             |           |
| 1995 | Những người sống bên tôi                | Thày trưởng khoa    | Đặng Tất Bình                     | Ngắn tập             |           |
| 1995 | Mảnh đời của Huệ                        |                     | Phi Tiến Sơn                      | Ngắn tập             |           |
| 1995 | Huyền thoại vườn vải                    |                     | Nguyễn Khải Hưng                  | Điện ảnh truyền hình |           |
| 1995 | Với anh, chiến tranh chưa kết thúc      | Giáo sư Toàn        | Nguyễn Khải Hưng                  | Điện ảnh truyền hình |           |
| 1996 | Sống mãi với thủ đô                     | Cự Lâm              | Lê Đức Tiến, Nguyễn Thế Vĩnh      | Ngắn tập             |           |
| 1997 | Những ngày xa mẹ                        | Trung tá Công an    | Đặng Phi                          | Điện ảnh truyền hình |           |
| 1998 | Trái tim phiêu bạt                      |                     | Phương Dung                       | Điện ảnh truyền hình |           |
| 2000 | Hát mãi khúc quân hành                  |                     | Đặng Tất Bình, Phi Tiến Sơn       | Điện ảnh truyền hình |           |
| 2001 | Mùa lá rụng                             | Tổng biên tập       | Trần Quốc Trọng                   | Dài tập              |           |
| 2002 | Đêm ba canh                             |                     |                                   | Ngắn tập             |           |
| 2002 | Quỳnh Chi và Lệ Chi                     |                     | Cao Mạnh                          | Ngắn tập             |           |
| 2003 | Núi đôi                                 | Minh                | Vũ Châu                           | Điện ảnh truyền hình |           |
| 2004 | Cánh gió đầu đông                       | Ông già Việt kiều   | Vũ Hồng Sơn                       | Ngắn tập             |           |
| 2004 | Cảnh sát hình sự: Thế giới không đàn bà | Tổng biên tập       | Vũ Minh Trí                       | Dài tập              |           |
| 2004 | Tháng Chạp... chỉ có một ngày           |                     | Lê Cường Việt                     | Điện ảnh truyền hình |           |
| 2004 | Trận cầu đinh                           |                     | Đỗ Chí Hướng                      | Ngắn tập             |           |
| 2006 | Cố hương                                | Ông Vũ              | Đỗ Chí Hướng                      | Điện ảnh truyền hình |           |
| 2006 | Vùng cửa sóng                           | Cán bộ cấp cao      | Nguyễn Huy Hoàng                  | Ngắn tập             |           |
| 2006 | Gió mùa thổi mãi                        | Giáo sư Khang       | Trần Quốc Trọng                   | Dài tập              |           |
| 2007 | Luật đời                                | Viện trưởng         | Mai Hồng Phong, Hoàng Nhung       | Dài tập              |           |
| 2007 | Phóng viên thử việc                     | Ông Nam             | Trần Quốc Trọng                   | Dài tập              |           |
| 2008 | Cảnh sát hình sự: Hành trình bí ẩn      | Đại tá Trung        | Nguyễn Tiến Dũng, Trần Trọng Khôi | Ngắn tập             |           |
| 2008 | Mùa hè rớt                              |                     | Phạm Thanh Phong                  | Điện ảnh truyền hình |           |
| 2010 | Ngõ lỗ thủng                            | Trưởng hội văn nghệ | Trần Quốc Trọng                   | Dài tập              |           |
| 2010 | Bí thư tỉnh uỷ                          | Ông Ấn              | Trần Quốc Trọng, Trần Trọng Khôi  | Dài tập              |           |
| 2013 | Gái già xì-tin                          |                     | Trần Quang Vinh                   | Dài tập              |           |
| 2020 | Hướng dương ngược nắng                  | Cao Mạnh Phan       | Vũ Trường Khoa                    | Dài tập              |           |
| 2022 | Chồng cũ, vợ cũ, người yêu cũ           | Bố Việt             | Vũ Trường Khoa, Hoàng Tích Thiện  | Dài tập              |           |
| 2022 | Bác Hồ sống mãi với vùng than           | Hồ Chí Minh         |                                   |                      |           |
| 2022 | Kẻ tử tù tuổi 17                        |                     |                                   |                      |           |

### Điện ảnh
| Năm  | Tựa đề         | Vai diễn                | Đạo diễn                             | Chú thích |
| ---- | -------------- | ----------------------- | ------------------------------------ | --------- |
| 1980 | Vệt sáng ngược |                         | Trần Phương                          |           |
| 1980 | Tội và tình    |                         | Châu Huế                             |           |
| 2002 | Vũ khúc con cò | Vinh (giọng dẫn truyện) | Jonathan Foo, Nguyễn Phan Quang Bình |           |

## Giải thưởng
| Giải thưởng                     | Tác phẩm                | Vai diễn / vai trò | Kết quả         | Chú thích |
| ------------------------------- | ----------------------- | ------------------ | --------------- | --------- |
| Hội diễn sân khấu nhỏ toàn quốc | Bến bờ xa lắc           | Tùng               | Giải A          | [ 8 ]     |
| Hội diễn sân khấu nhỏ toàn quốc | Mùa hạ cay đắng         | Đồng đạo diễn      | Huy chương Vàng | [ 8 ]     |
| Hội diễn sân khấu nhỏ toàn quốc | Kẻ sát nhân lương thiện | Đồng đạo diễn      | Huy chương Vàng | [ 8 ]     |